# Baurusuchus
Baurusuchus – rodzaj wymarłego krokodylomorfa z rodziny Baurusuchidae żyjącego w późnej kredzie w Ameryce Południowej. Gatunek typowy rodzaju, B. pachecoi, został opisany w 1945 roku przez Llewellyna Ivora Price'a, który przypisał go do monotypowej rodziny Baurusuchidae. Holotypem jest niekompletna czaszka odkryta w górnokredowej formacji Adamantina w Brazylii. W 2005 roku z datowanych na turon lub santon osadów formacji Adamantina w Brazylii opisano drugi gatunek – B. salgadoensis. Odnaleziona niemal kompletna czaszka B. salgadoensis była wydłużona i mierzyła około 43 cm długości. Szkielet pozaczaszkowy przedstawicieli rodzaju pozostawał jednak nieznany, dopóki w 2004 roku odkryto szczątki gatunku B. albertoi, formalnie opisanego w 2010 roku. Wiele cech pozaczaszkowych obecnych u B. albertoi występuje również u innych przedstawicieli kladu Notosuchia, co wskazuje, że są one plezjomorficzne dla rodzaju. Nascimento i Zaher stwierdzili, że większość tych cech potwierdza przystosowanie do biegania i zasugerowali, że do Baurusuchidae należą gatunki kursorialne (biegające). Monofiletyzm rodzaju Baurusuchus wspiera jedna niedwuznaczna synapomorfia: obecność C-kształtnego bocznego szwu na kościach zaoczodołowej i łuskowej. Prawdopodobnie B. pachecoi jest gatunkiem siostrzanym dla kladu obejmującego pozostałe dwa gatunki. Wszystkie trzy gatunki różnią się od siebie różnymi cechami anatomicznymi niezwiązanymi z ich stadiami ontogenetycznymi, jako że wszystkie znane okazy należą do osobników dorosłych.
W formacji Adamantina odnaleziono szczątki jaj (ootakson Bauruoolithus fragilis), które wstępnie przypisano do rodzaju Baurusuchus. Wewnątrz jaj nie zachowały się pozostałości embrionów, więc ich przynależność taksonomiczna nie może zostać ustalona, jednak Baurusuchus był na tych terenach najpospolitszym krokodylomorfem, a niektóre jego skamieniałości znaleziono w odległości kilku metrów od jaj. Nie wykluczono jednak możliwości, że Baurusuchus nie złożył tych jaj, lecz pożywiał się nimi.
Leonardo S. Avilla i współpracownicy (2004) opisali niemal kompletny, artykułowany ogon Baurusuchus pachecoi (UFRJ/DG 262-R). Jego zachowane osteodermy noszą liczne blizny, a także ślady nakłuć i zmiażdżeń. Autorzy uznali, że ich genezy należy doszukiwać się w ugryzieniu przez innego krokodylomorfa, jednocześnie wykluczając powstanie w wyniku pożywienia się padliną zwierzęcia czy podczas polowania. Ich zdaniem uszkodzenia ogona UFRJ/DG 262-R są efektem utarczek między poszczególnymi osobnikami tego samego gatunku, które u współczesnych krokodyli zdarzają się często u samców w okresie godowym.